# Брецель
Бре́цель (нем. Brezel) — булочная мелочь диаметром около 10—15 см в форме кренделя, популярная в Южной Германии, Австрии и Немецкой Швейцарии. Название происходит от лат. brachion — «предплечье».

## Выпечка брецелей
В Средние века изготовление брецелей было жёстко регламентируемым по времени или даже разрешалось лишь узко ограниченному кругу людей.
В состав брецелей, как правило, входят: пшеничная мука, солод, дрожжи и вода. Перед выпечкой брецели погружают на несколько секунд в раствор гидроксида натрия, благодаря чему они приобретают при выпечке типичный коричневый цвет, а потом посыпают крупной солью.
Фигурные изделия щелочной выпечки с характерной блестящей тёмно-коричневой поверхностью в форме буквы «В» или восьмёрки — классическая закуска к пиву на народных гуляньях, например, на Октоберфесте, и популярный перекус, со сливочным маслом или запечённый с сыром, который предлагают в кинотеатрах, на железнодорожных вокзалах или заправочных станциях. Классический брецель посыпают крупной солью, но брецели бывают также с маком, кунжутом и тыквенными семечками. Новым трендом стали перченые брецели, которые перед выпеканием погружают в перцовую пасту из жира с солью и смесью перца. В 2015 году в Регенсбурге археологи обнаружили наряду с булочкой и рогаликом старейший брецель, датируемые XVIII веком.
В зависимости от региона форма брецелей меняется. Если баварский брецель имеет одинаковую толщину, то у швабских кренделей толстая дужка и тоненькие «ручки», а баденские брецели занимают промежуточное положение между баварскими и швабскими: у них «ручки» толще, чем у баварских, и кончики располагаются ближе к дужке. Правильно размещать брецель на тарелке брюшком вверх, как на большинстве старинных эмблем пекарских гильдий. В Германии родиной брецелей признана Швабия, где мягкую дужку-«брюшко» брецеля едят, намазав толстым слоем сливочного масла, а тонкими «ручками» хрустят, как солёными палочками. На звание родины брецеля претендует также пфальцский Шпайер. В Штутгарте пекут русские брецели — сладкие, из слоёного теста, покрытые миндальными лепестками; они также называются «Ольгиными», в честь великой княжны Ольги Николаевны, королевы Вюртемберга. В Верхней Франконии сладкие «святомартинские брецели» из дрожжевого теста по традиции пекут ко Дню святого Мартина.

## Брецель в культуре
По старой легенде, брецель был придуман одним булочником, которому баварский король поручил испечь булку, через которую 3 раза можно увидеть солнце.
Брецель, с начала XIV в. и по сегодняшний день, является в Германии эмблемой пекарей и очень часто изображается на вывесках булочных, пекарен и фирм, занимающихся изготовлением хлеба, сдобы и разнообразных хлебобулочных изделий.
Немецкий глагол «набрецелиться» (нем. aufbrezeln) означает «расфуфыриться, вырядиться». В пасхальной традиции Люксембурга четвёртое воскресенье Великого поста — брецельное (люкс. Bretzelsonndeg), предназначенное для одаривания дамы сердца красиво оформленным миндальным брецелем в сахарной глазури.
В США получил известность случай, когда президент Джордж Буш подавился брецелем.